# Charoxus spinifer
Charoxus spinifer är en skalbaggsart som beskrevs av Frank in Frank och Thomas 1996. Charoxus spinifer ingår i släktet Charoxus och familjen kortvingar. Inga underarter finns listade i Catalogue of Life.